# Cibitung (Rongga)
Cibitung is een bestuurslaag in het regentschap West-Bandung van de provincie West-Java, Indonesië. Cibitung telt 8340 inwoners (volkstelling 2010).